# Ajax Cape Town FC
Ajax Cape Town FC (celým názvem: Ajax Cape Town Football Club) je jihoafrický fotbalový klub sídlící v Kapském Městě. V současnosti je účastníkem jihoafrické 2. ligy (GladAfrica Championship). Tým byl založen v roce 1999 a svoje domácí zápasy hraje na Green Point Stadium.